# 廈村明渠

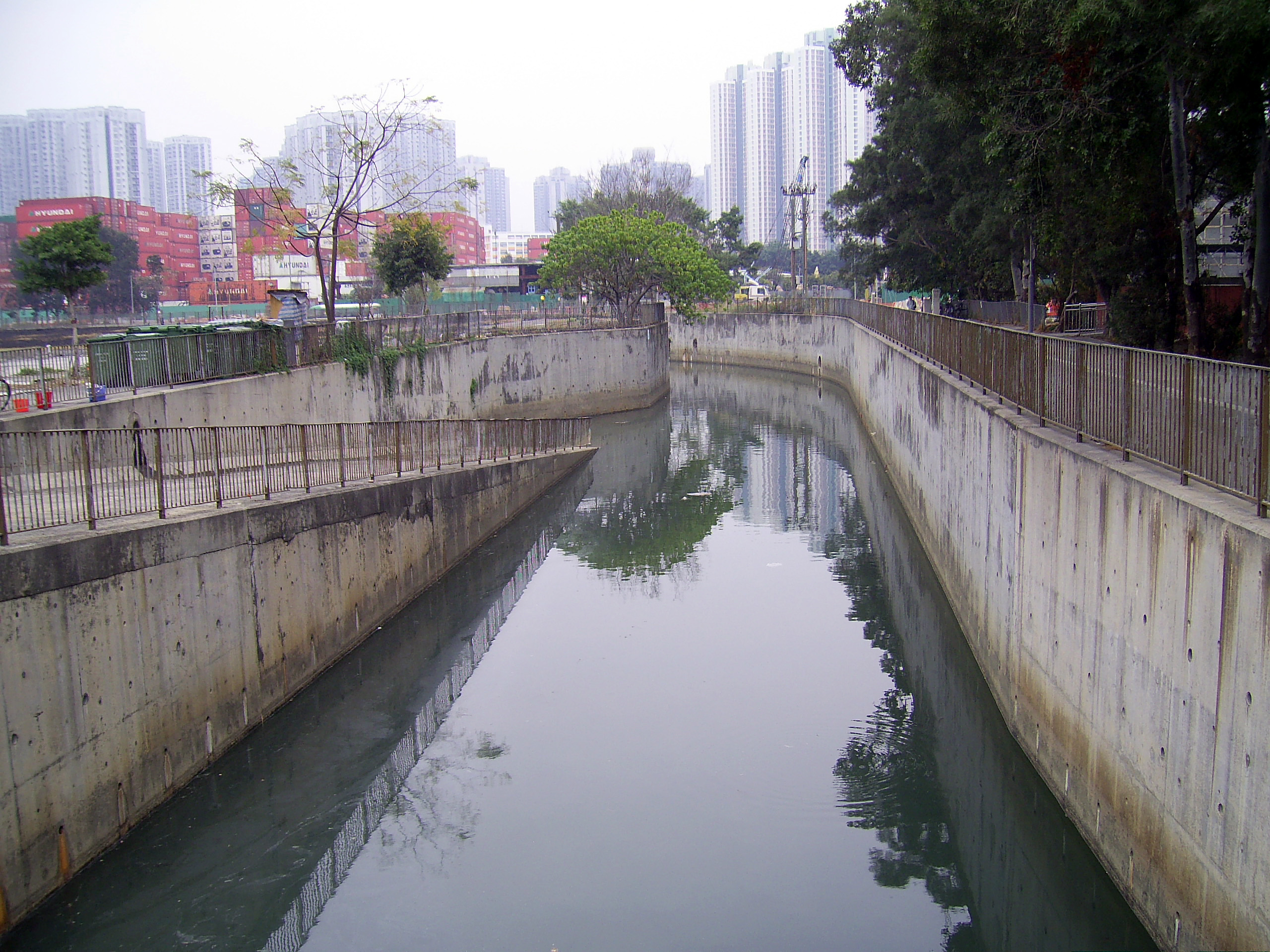
新錫路旁的廈村明渠

廈村明渠（英語：Ha Tsuen Nullah）是香港新界西北的明渠，位於元朗區廈村南面。廈村明渠起源自屯門區亦園村西面一帶的山溪，流經亦園路、田心、新李屋村和新生村，在沙洲里思信貨櫃場一帶與天水圍渠匯合。